# ميشيل ليفي
ميشيل ليفي (بالفرنسية: Michel Lévy)‏ هو محرر فرنسي، ولد في 20 ديسمبر 1821 في Phalsbourg ‏ في فرنسا، وتوفي في 5 مايو 1875 في باريس في فرنسا.